# Polyommatus daphnis
Polyommatus daphnis är en fjärilsart som beskrevs av Denis och Ignaz Schiffermüller 1776. Polyommatus daphnis ingår i släktet Polyommatus och familjen juvelvingar. Inga underarter finns listade i Catalogue of Life.

## Bildgalleri

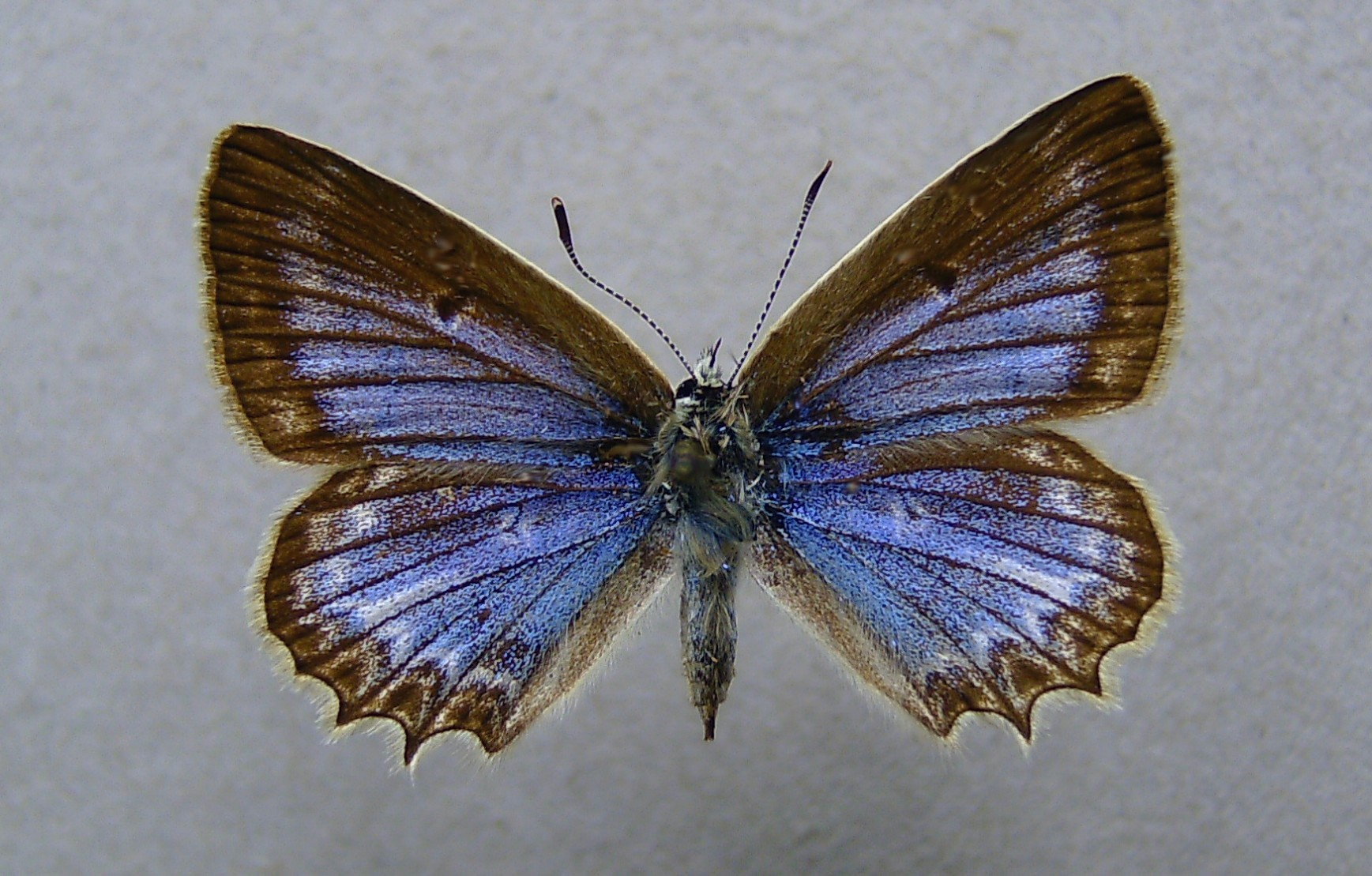
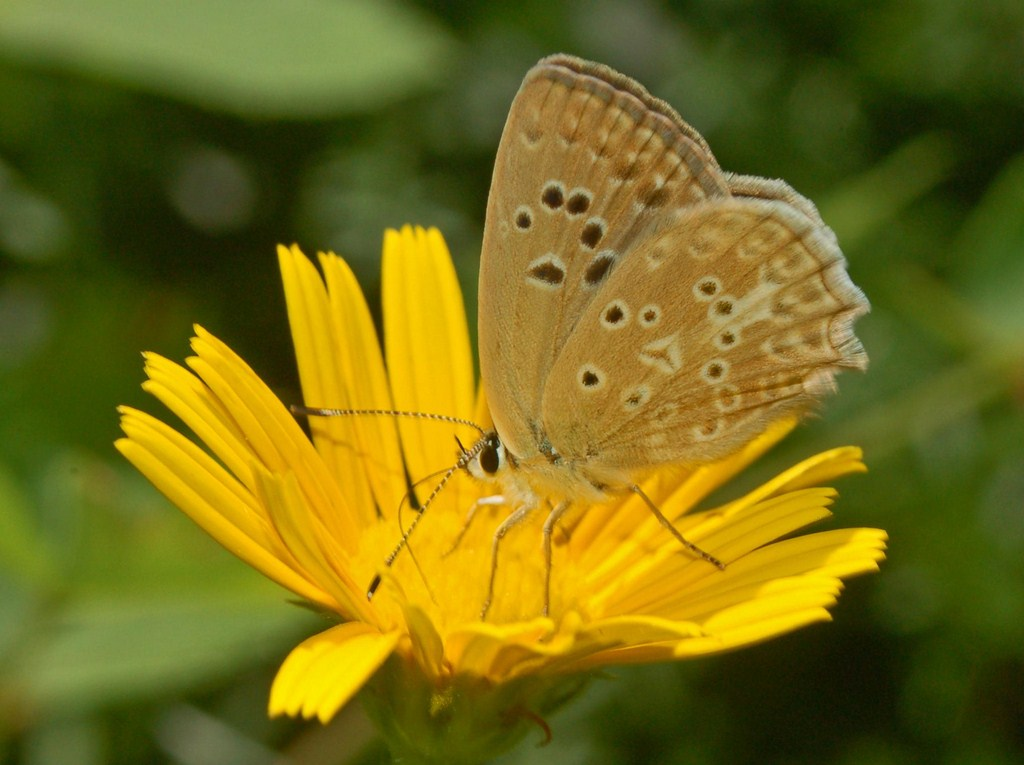
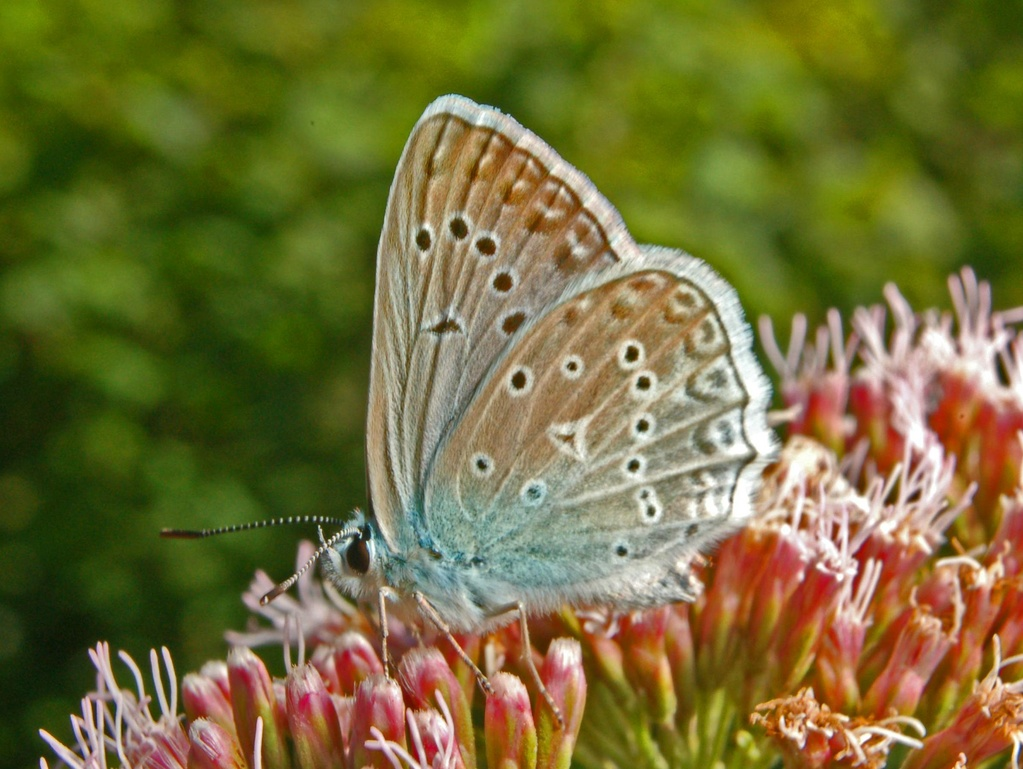